# Spinohirasea bengalensis
Spinohirasea bengalensis är en insektsart som först beskrevs av Brunner von Wattenwyl 1907.  Spinohirasea bengalensis ingår i släktet Spinohirasea och familjen Phasmatidae. Inga underarter finns listade i Catalogue of Life.